# TV Educativa de São Carlos
TV Educativa de São Carlos, (ou TVE São Carlos) é uma emissora de televisão educativa brasileira com sede no município de São Carlos, no estado de São Paulo. Opera no canal 51 UHF digital e é afiliada à TV Brasil.

## História
TV Educativa de São Carlos foi inaugurada no dia 5 de novembro de 2006 pelo prefeito da cidade, Newton Lima Neto com retransmissão da TVE (Rio). Foi no dia 2 de julho de 2007 que a emissora transmitiu pela primeira vez sua programação local  pelo canal aberto 48 em UHF e 11 na TV a cabo NET. Foi exibido o primeiro Informativo da TVE e um documentário sobre a Rádio São Carlos.
No dia 9 de maio de 2008, a TVE começa a operar no Centro Municipal de Audiovisual Gisto Rossi, onde foram construídos, estúdio, sala de switcher e sala de edição. Em abril de 2009, a TVE inicia 3 horas de programação local, contando com investimentos feitos pelo prefeito Oswaldo Barba que permitiram transmitir diretamente da sede da emissora. O cabeamento até a torre de transmissão, possibilitou a transmissão ao vivo que marcou o aniversário de 3 anos da TVE. Ainda no ano de 2009, a TVE inicia a transmissão em tempo real pela internet através do Portal do Cidadão.
Em 20 de maio de 2010, a TVE São Carlos oficializa parceria com a TV Brasil tornando-se uma associada e emissora integrante da rede pública de televisão.
Em 30 de janeiro de 2017, a UFSCar, viabilizou a possibilidade de firmar parceria com a Prefeitura e usar TV Educativa.

## Sinal digital
| Canal virtual | Canal digital | Proporção de tela | Programação                                         |
| ------------- | ------------- | ----------------- | --------------------------------------------------- |
| 51.1          | 51 UHF        | 1080i             | Programação principal da TVE São Carlos / TV Brasil |

Transição para o sinal digital
Com base no decreto federal de transição das emissoras de TV brasileiras do sinal analógico para o digital, a TVE São Carlos, bem como as outras emissoras de São Carlos, cessou suas transmissões pelo canal 48 UHF em 28 de novembro de 2018, seguindo o cronograma oficial da ANATEL.

## Programação
Desde 2009, a TVE tem mantido uma programação de 3 horas locais